# Покровский городской совет (Донецкая область)
Покро́вский городско́й сове́т (укр. Покровська міська рада; до 2016 г. Красноармейский городской совет) — одна из административно-территориальных единиц в составе Донецкой области Украины.

## Состав
Покровский городской совет — 74 237 чел.
- город Покровск — 62 449 чел.
- город Родинское — 10 114 чел.
- пгт Шевченко — 1 674 чел.
- поселок Очеретино — 3474 человек (на 2019 год — 3 тыс. человек)[2].)[2].

Всего: 2 города (2 горсовета), в том числе 1 районного значения, 1 пгт (1 поссовет).

## Экономика
Угольная промышленность (шахта «Краснолиманская» и ОАО «Угольная компания Шахта «Красноармейская-Западная»»). Пять заводов машиностроительной отрасли, два предприятия по производству стройматериалов, швейная фабрика, хлебозавод, мясокомбинат, молокозавод, пищевкусовая фабрика